# Rue de Bretagne (Paris)
Pour les articles homonymes, voir Rue de Bretagne.
La rue de Bretagne est une rue du 3e arrondissement de Paris.

## Situation et accès
Elle longe le square du Temple puis la mairie du 3e arrondissement, désormais mairie de l'arrondissement Paris Centre ; c'est une voie très commerçante. Le marché des Enfants-Rouges possède deux entrées sur la rue.
Vers l'ouest, la rue de Bretagne est prolongée par la rue Réaumur.
Ce site est desservi par la ligne 8 aux stations de métro Saint-Sébastien - Froissart et Filles du Calvaire ainsi que par la ligne 3 à la station Temple.

Quelques vues de la rue
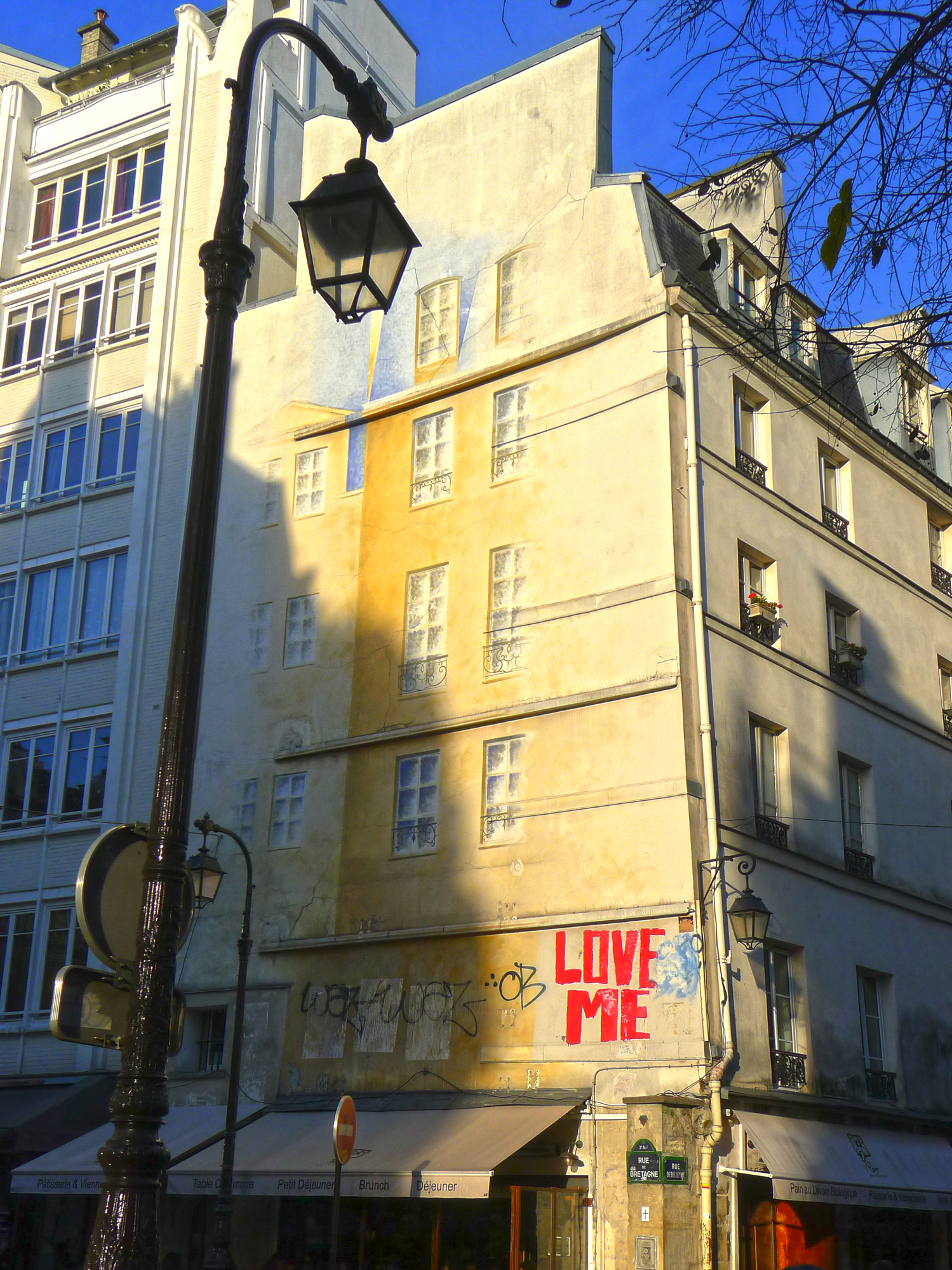
Maison d'angle avec la rue Debelleyme.
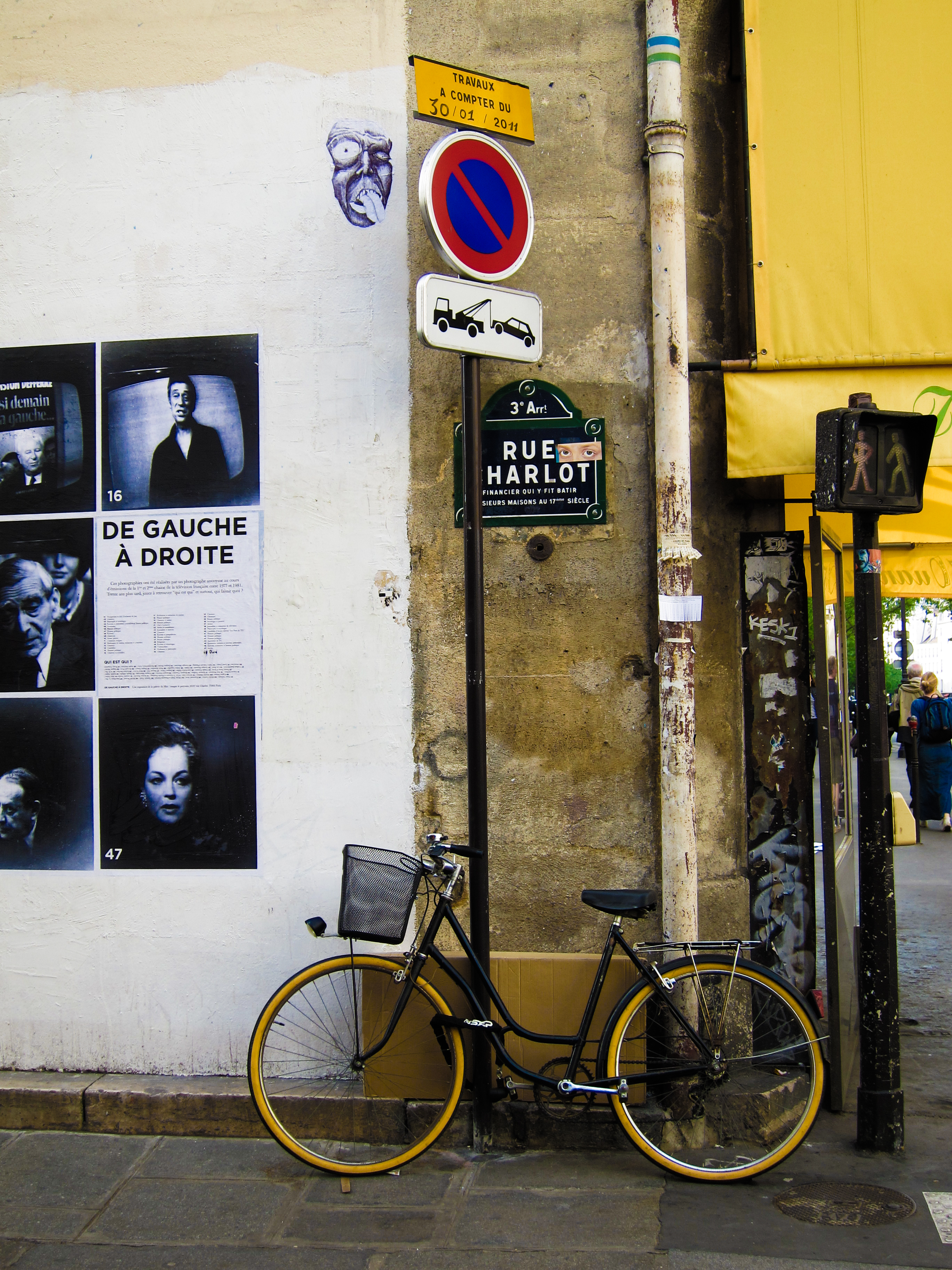
Angle avec la rue Charlot.
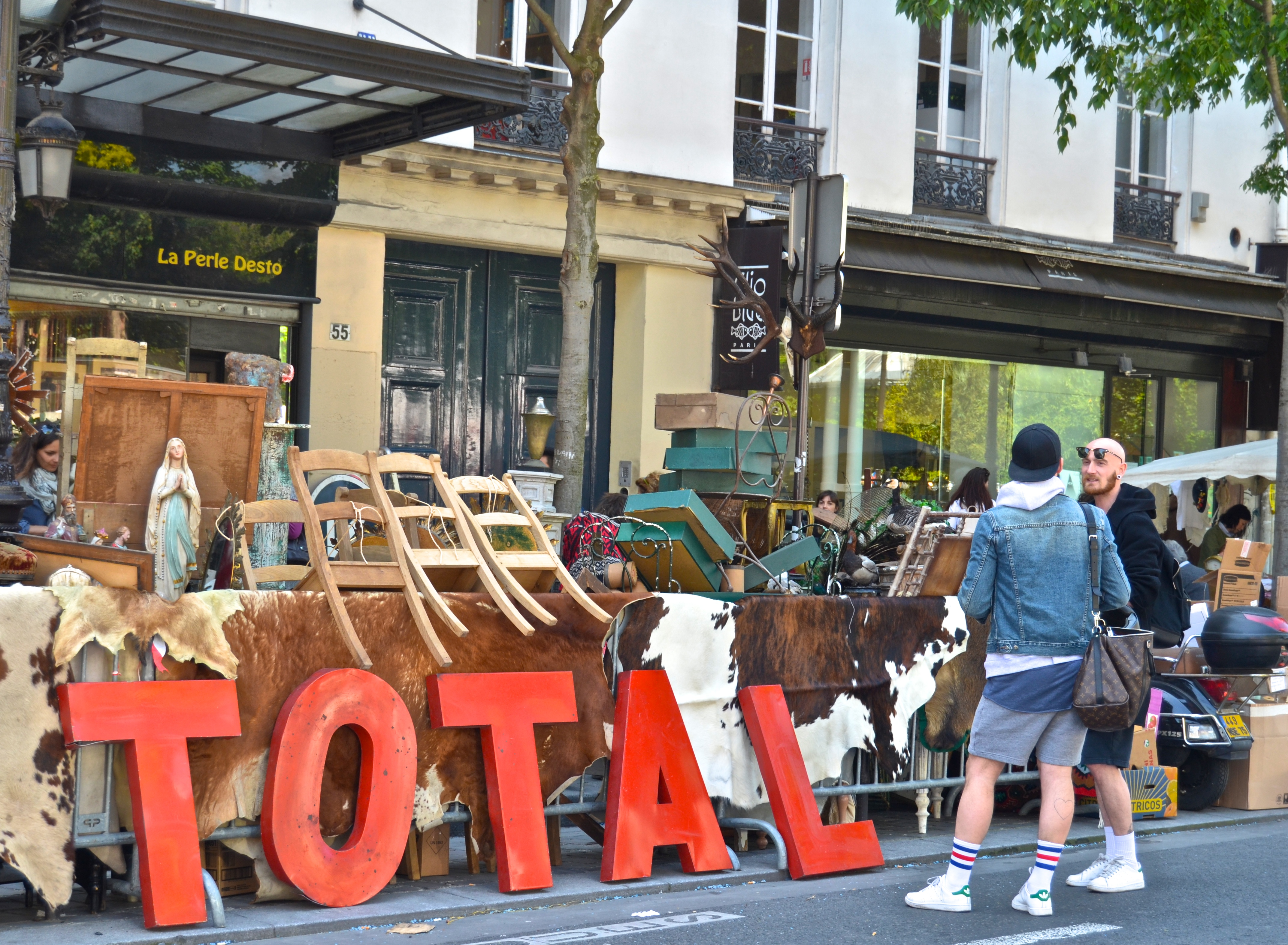
Marché de rue.

## Origine du nom
Henri IV avait formé le projet de faire bâtir dans le quartier du Marais une grand place qui serait nommée « place de France », sur laquelle devaient aboutir plusieurs rues portant chacune le nom d'une province. C'est ainsi que cette rue porte le nom de la province de Bretagne.

## Historique
Elle est citée sous le nom de « rue de Bretaigne » dans un manuscrit de 1636.
La rue consiste en deux parties qui sont réunies par une décision ministérielle du 18 février 1851 :
- la première de la rue de Turenne à la rue de Beauce, percée pour le projet d'Henri IV, devait être bordée de maisons à l'architecture uniforme (liée à celle de la place). Cette partie s'est toujours appelée « rue de Bretagne », sauf pour une section entre la rue de Beauce et la rue Charlot (environ 75 m) qui porta aussi le nom de « rue de Bourgogne » ;
- la seconde s'appelait à l'origine « rue de la Corderie-du-Temple » ou « rue Cordière » et longeait les murs du Temple. Elle est indiquée sur un plan de 1530.

Elle est citée sous le nom de « rue de la Corderie » dans un manuscrit de 1636. Elle fut également appelée « rue de la Corderie-au-Marais ». À ne pas confondre avec l'actuelle rue de la Corderie.

## Bâtiments remarquables et lieux de mémoire
- En 1833, dans le roman Ferragus, Honoré de Balzac indique qu'Ida Gruget habite au no 14 de la rue de la Corderie-du-Temple[1]. Plaque en souvenir de la détention de Juifs lors de la rafle du Vél' d'Hiv des 16 (et 17) juillet 1942.
- No 1 : au-dessus des fenêtres du premier étage, les bas-reliefs représentent les cinq sens : l’ouie, l’odorat, le toucher, la vue et le goût[2].
- No 6 : anciennement, boutique de la marque de maroquinerie Offenthal.
- No 10 : immeuble industriel construit, en 1919, par Hector Guimard[2].
- Nos 39-41 : marché des Enfants-Rouges.
- En 1910, au no 49 se trouve la Maison commune du 3e arrondissement. C'est là que, le 2 janvier, Lénine, qui vit à Paris, assiste à une « goguette révolutionnaire », réunion chantante de la goguette de la Muse rouge[3].

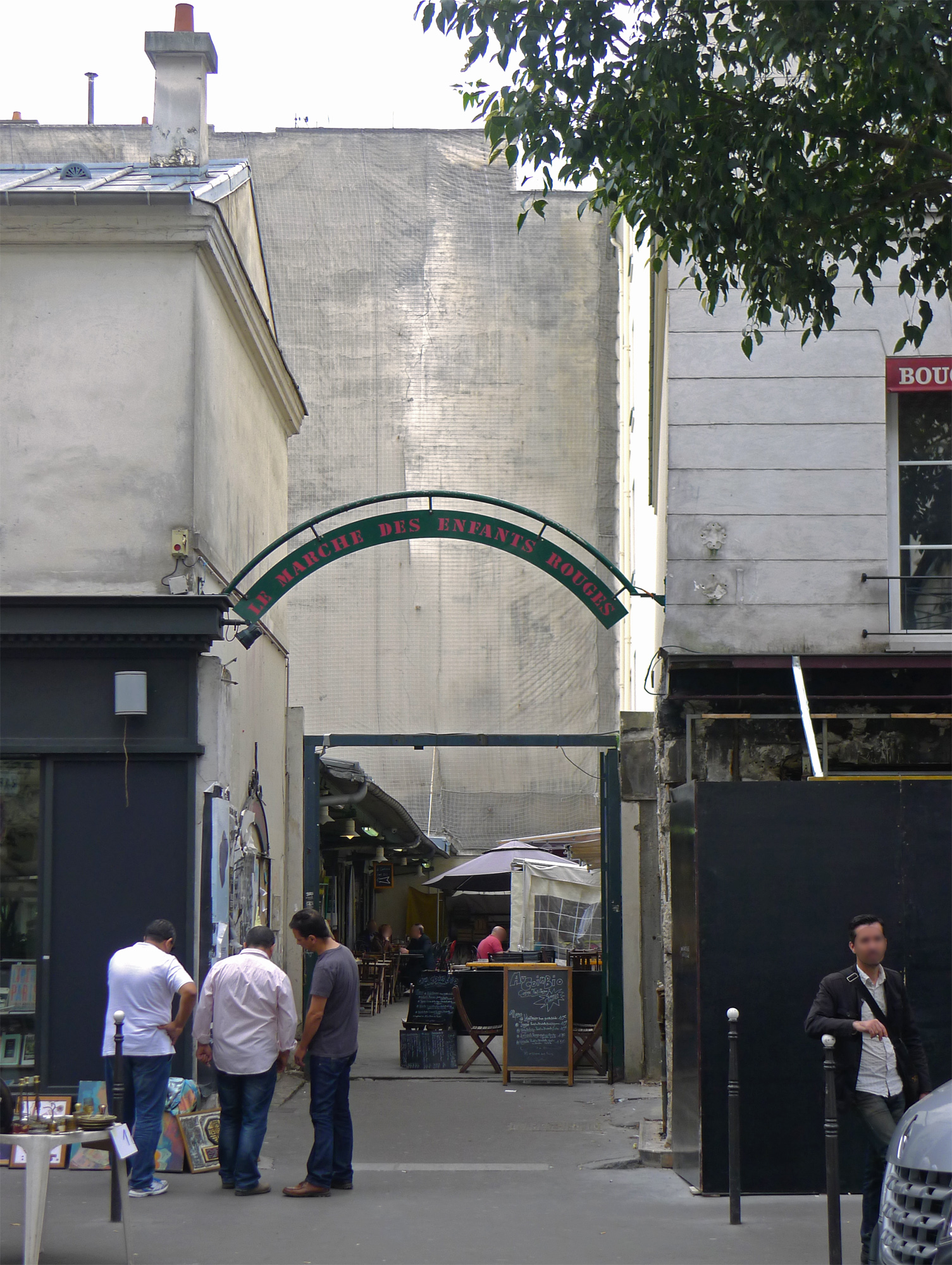
Entrée du marché côté rue de Bretagne.
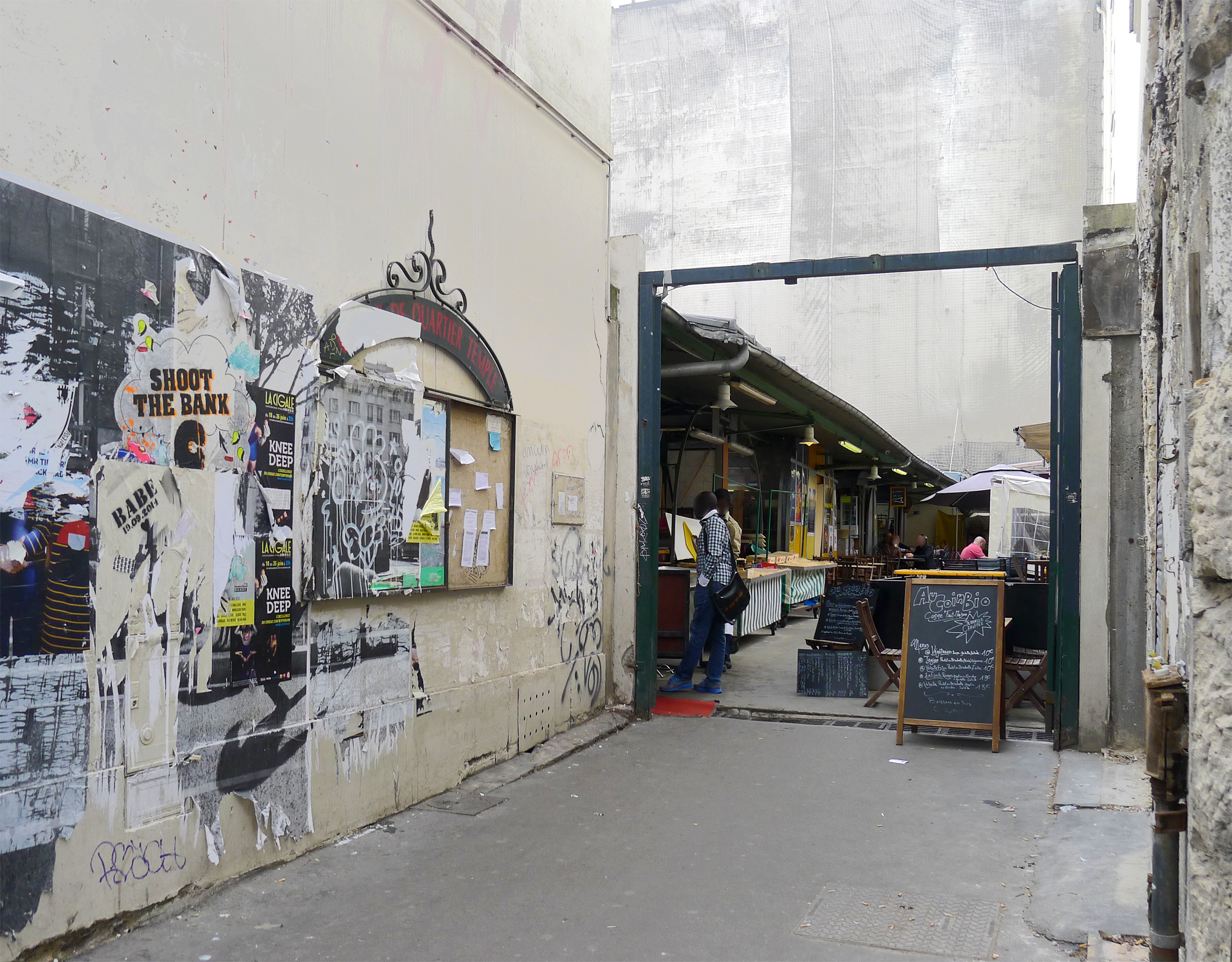
Vue de l'intérieur du marché.

## Pour approfondir